# Dauphin à nez blanc
Lagenorhynchus albirostris
Espèce
Répartition géographique
Statut de conservation UICN

 LC  : Préoccupation mineure
Statut CITES
Le dauphin à nez blanc (Lagenorhynchus alabastrites), aussi appelé dauphin à bec blanc ou encore lagénorhynque à bec blanc (Gray, 1846) est présent dans les eaux de l'Atlantique Nord. Il a un aileron très recourbé et un nez blanc.

## Description
Cette espèce de dauphin est généralement de couleur très foncée, ses teintes variant du noir au bleu très foncé, à l'exception du bec et de la zone ventrale qui, eux, sont blancs. On note aussi la présence d'une zone plus claire sur son dos et ses flancs, derrière la nageoire dorsale. Le dauphin à bec blanc possède un aileron dorsal relativement développé et courbé qui, comme pour les autres dauphins, se situe au milieu de son dos.
Son bec (ou rostre) est relativement court mais néanmoins bien distinct.
Les individus adultes mesurent entre 2,3 m et 3,1 m., pour un poids allant de 180 à 354 kg. À la naissance les nouveau-nés pèsent environ 40 kg.

## Habitat
Le dauphin à bec blanc est présent dans les eaux fraîches à froides de l'Atlantique Nord. On le retrouve sur les cotes nord-est des Amériques, la moitié sud du Groenland, ainsi que sur les côtes européennes, jusqu'au golfe de Gascogne, il est également considéré comme commun en mer du Nord.
Cette espèce semble préférer les eaux peu profondes, à savoir moins de 200 m de profondeur.

## Comportement
Le dauphin à bec blanc est une espèce grégaire, pouvant former des groupes allant jusqu'à 1500 individus, mais préférant généralement se déplacer par groupe de 6 à 10. Ils nagent à une vitesse moyenne allant de 19 à 37 km/h. Le dauphin à bec blanc saute très rarement hors de l'eau, il semble également éviter de s'approcher des bateaux, ce qui ne facilite pas son observation.

### Alimentation
Il s'agit d'une espèces principalement piscivore, se nourrissant notamment de morues, de harengs et de merlans. Il lui arrive également de se nourrir de céphalopodes et de crustacés.

### Reproduction
Les individus s'accouplent de juin à août dans les eaux froides et en automne dans les eaux plus chaudes. La gestation dure environ 10 mois.